# Powiat Kolneński
Der Powiat Kolneński ist ein Powiat (Kreis) in der polnischen Woiwodschaft Podlachien. Der Powiat hat eine Fläche von 939,73 km², auf der 39.236 Einwohner leben.

## Gemeinden
Der Powiat umfasst sechs Gemeinden, davon eine Stadtgemeinde, eine Stadt-und-Land-Gemeinde und vier Landgemeinden.

### Stadtgemeinde
- Kolno

### Stadt-und-Land-Gemeinde
- Stawiski

### Landgemeinden
- Grabowo
- Kolno
- Mały Płock
- Turośl